# Eumenes lucasius
Eumenes lucasius är en stekelart som beskrevs av Henri de Saussure 1852.
Eumenes lucasius ingår i släktet krukmakargetingar och familjen Eumenidae. Utöver nominatformen finns också underarten Eumenes lucasius inombratus.